# Йожеф Такач
Йо́жеф Та́кач (угор. Takács József) (30 червня 1904, Будапешт — 3 вересня 1983, Будапешт) — угорський футболіст, що грав на позиції нападника.
Виступав, зокрема, за клуб «Ференцварош», а також національну збірну Угорщини. Один з найрезультативніших форвардів у світовій історії. Всього в чемпіонаті Угорщини провів 355 матчів, забив 397 голів (1,12 у середньому за гру — один з найвищих світових показників) і п'ять разів ставав найкращим бомбардиром чемпіонату. Посідає 4-те місце в списку найбільш результативних форвардів в історії Угорщини.

## Клубна кар'єра
Свою футбольну кар'єру Такач почав у 1917 році в команді «Вашаш» (Будапешт). У сезоні 1920/21 почав грати за основний склад клубу. В 1925 і 1926 роках «Вашаш» займав треті місця в чемпіонаті Угорщини, а Такач забивав більше половини командних голів. У 1926 році він виграв ще й звання найкращого бомбардира чемпіонату (29 забитих м'ячів).
У сезоні 1927/1928 Йожеф Такач переходить у «Ференцварош», який у ті роки домінував у національному чемпіонаті. У першому ж сезоні разом з командою виграв Кубок Мітропи, чемпіонат і Кубок Угорщини. У перших двох турнірах Такач став найкращим бомбардиром (10 та 31 голів відповідно).
Тривалий час йому вдавалося поєднувати футбол з роботою механіка в таксопарку. Кожен раз, коли його «Ференцварош» вирушав у тривале закордонне турне, йому доводилося формально звільнятися з таксопарку, а потім заново відновлюватися. Однак перед початком сезону 1934/35 керівництво Такачу в цьому «трюкові» відмовило, і він був змушений піти з «Ференцвароша», щоб присвятити себе основній роботі. За сім сезонів, проведених у клубі, Такач тричі вигравав чемпіонат Угорщини, двічі ставав віцечемпіоном і третім призером, двічі ставав володарем Кубка Угорщини. Чотири рази вигравав титул найкращого бомбардира національного чемпіонату, в середньому забиваючи по 1,5 гола за матч. У Кубку Мітропи провів 11 матчів і забив 12 голів.
У 1935 році Такач влаштувався в більш скромний клуб «Шорокшар», який не їздив за кордон і тому створював футболісту менше незручностей. Сезон 1936/37 він знову повністю пропустив, але з причини травми. Зовсім спростилася для Такача ситуація, коли у фірми, де він працював, у 1937 році з'явилася власна команда першого дивізіону, у якій він і продовжив грати. Завершив професійну ігрову кар'єру у клубі «Таксішок», за який виступав протягом 1937—1940 років.
З результатом 397 забитих м'ячів Такач займає в списку найрезультативніших футболістів національних чемпіонатів 22-ге місце.

## Виступи за збірну
6 травня 1923 року дебютував в офіційних матчах у складі національної збірної Угорщини в грі проти збірної Австрії (0:1). 12 червня 1927 р. забив шість м'ячів у ворота збірної Франції (13:1). Останній раз зіграв у національній команді 22 жовтня 1933 р проти збірної Італії (0:1).
Протягом кар'єри в національній команді, яка тривала 10 років, провів 32 матчі, забивши 26 голів (на той час це другий результат після Імре Шлоссера).

## Статистика виступів

### Клубна кар'єра
| Клуб              | Сезон             | Ліга | Ліга | Кубок Угорщини | Кубок Угорщини | Кубок Мітропи | Кубок Мітропи | Разом | Разом | Товариські матчі | Товариські матчі | Всього | Всього |
| Клуб              | Сезон             | Ігри | Голи | Ігри           | Голи           | Ігри          | Голи          | Ігри  | Голи  | Ігри             | Голи             | Ігри   | Голи   |
| ----------------- | ----------------- | ---- | ---- | -------------- | -------------- | ------------- | ------------- | ----- | ----- | ---------------- | ---------------- | ------ | ------ |
| Вашаш             | 1920/21           | 2    | 1    | -              | -              | -             | -             | 2     | 1     | ?                | ?                | ?      | ?      |
| Вашаш             | 1921/22           | 16   | 6    | ?              | ?              | -             | -             | ?     | ?     | ?                | ?                | ?      | ?      |
| Вашаш             | 1922/23           | 22   | 11   | ?              | ?              | -             | -             | ?     | ?     | ?                | ?                | ?      | ?      |
| Вашаш             | 1923/24           | 22   | 13   | -              | -              | -             | -             | 22    | 13    | ?                | ?                | ?      | ?      |
| Вашаш             | 1924/25           | 22   | 20   | ?              | ?              | -             | -             | ?     | ?     | ?                | ?                | ?      | ?      |
| Вашаш             | 1925/26           | 22   | 29   | ?              | ?              | -             | -             | ?     | ?     | ?                | ?                | ?      | ?      |
| Вашаш             | 1926/27           | 12   | 10   | ?              | ?              | 0             | 0             | ?     | ?     | ?                | ?                | ?      | ?      |
| Вашаш             | Разом             | 118  | 90   | ?              | ?              | 0             | 0             | 118+  | 90+   | ?                | ?                | 118+   | 90+    |
| Ференцварош       | 1927/28           | 22   | 31   | 5              | 10             | 0             | 0             | 27    | 41    | 31               | 40               | 58     | 81     |
| Ференцварош       | 1928/29           | 22   | 41   | -              | -              | 6             | 10            | 28    | 51    | 11               | 17               | 39     | 68     |
| Ференцварош       | 1929/30           | 22   | 40   | 2              | 0              | 3             | 2             | 27    | 42    | 25               | 23               | 52     | 65     |
| Ференцварош       | 1930/31           | 19   | 19   | 3              | 8              | 0             | 0             | 22    | 27    | 22               | 44               | 44     | 71     |
| Ференцварош       | 1931/32           | 22   | 42   | 4              | 1              | 2             | 0             | 28    | 43    | 16               | 18               | 44     | 61     |
| Ференцварош       | 1932/33           | 19   | 24   | 4              | 11             | 0             | 0             | 23    | 35    | 21               | 39               | 44     | 74     |
| Ференцварош       | 1933/34           | 13   | 12   | 0              | 0              | 0             | 0             | 13    | 12    | 12               | 10               | 25     | 22     |
| Ференцварош       | Разом             | 139  | 218  | 18             | 30             | 11            | 12            | 168   | 260   | 138              | 191              | 306    | 451    |
| «Шорокшар»        | 1935/36           | 25   | 23   | -              | -              | 0             | 0             | 25    | 23    | ?                | ?                | ?      | ?      |
| «Шорокшар»        | 1936/37           | 0    | 0    | -              | -              | 0             | 0             | 0     | 0     | ?                | ?                | ?      | ?      |
| «Шорокшар»        | Разом             | 25   | 23   | 0              | 0              | 0             | 0             | 25    | 23    | ?                | ?                | 25+    | 23+    |
| Таксішок          | 1937/38           | 26   | 25   | -              | -              | 0             | 0             | 26    | 25    | ?                | ?                | ?      | ?      |
| Таксішок          | 1938/39           | 26   | 19   | -              | -              | 0             | 0             | 26    | 19    | ?                | ?                | ?      | ?      |
| Таксішок          | 1939/40           | 21   | 22   | -              | -              | 0             | 0             | 21    | 22    | ?                | ?                | ?      | ?      |
| Таксішок          | Разом             | 73   | 66   | 0              | 0              | 0             | 0             | 73    | 66    | ?                | ?                | 73+    | 66+    |
| Всього за кар'єру | Всього за кар'єру | 355  | 397  | 18+            | 30+            | 11            | 12            | 384+  | 439+  | 138+             | 191+             | 522+   | 630+   |

### Статистика виступів за збірну
| Дата       | Місто     | Господарі      | Результат | Гості          | Турнір                             | Голи | Примітки |
| ---------- | --------- | -------------- | --------- | -------------- | ---------------------------------- | ---- | -------- |
| 06/05/1923 | Відень    | Австрія        | 1 – 0     | Угорщина       | товариський матч                   | -    |          |
| 19/08/1923 | Будапешт  | Угорщина       | 3 – 1     | Фінляндія      | товариський матч                   | -    |          |
| 31/08/1924 | Будапешт  | Угорщина       | 4 – 0     | Польща         | товариський матч                   | 2    |          |
| 14/09/1924 | Відень    | Австрія        | 2 – 1     | Угорщина       | товариський матч                   | -    |          |
| 21/09/1924 | Будапешт  | Угорщина       | 4 – 1     | Німеччина      | товариський матч                   | 2    |          |
| 18/01/1925 | Мілан     | Італія         | 1 – 2     | Угорщина       | товариський матч                   | 1    |          |
| 25/03/1925 | Будапешт  | Угорщина       | 5 – 0     | Швейцарія      | товариський матч                   | 1    |          |
| 05/05/1925 | Відень    | Австрія        | 3 – 1     | Угорщина       | товариський матч                   | 1    |          |
| 21/05/1925 | Будапешт  | Угорщина       | 1 – 3     | Бельгія        | товариський матч                   | -    |          |
| 12/07/1925 | Стокгольм | Швеція         | 6 – 2     | Угорщина       | товариський матч                   | 2    |          |
| 19/07/1925 | Краків    | Польща         | 0 – 2     | Угорщина       | товариський матч                   | -    |          |
| 04/10/1925 | Будапешт  | Угорщина       | 0 – 1     | Іспанія        | товариський матч                   | -    | 24'      |
| 02/05/1926 | Будапешт  | Угорщина       | 0 – 3     | Австрія        | товариський матч                   | -    |          |
| 06/06/1926 | Будапешт  | Угорщина       | 2 – 1     | Чехословаччина | товариський матч                   | 1    |          |
| 12/06/1927 | Будапешт  | Угорщина       | 13 – 1    | Франція        | товариський матч                   | 6    | 87'      |
| 25/09/1927 | Будапешт  | Угорщина       | 5 – 3     | Австрія        | Кубок Центральної Європи 1927—1930 | 1    |          |
| 25/03/1928 | Рим       | Італія         | 4 – 3     | Угорщина       | Кубок Центральної Європи 1927—1930 | 1    |          |
| 22/04/1928 | Будапешт  | Угорщина       | 2 – 0     | Чехословаччина | Кубок Центральної Європи 1927—1930 | -    |          |
| 06/05/1928 | Будапешт  | Угорщина       | 5 – 5     | Австрія        | товариський матч                   | -    |          |
| 07/10/1928 | Відень    | Австрія        | 5 – 1     | Угорщина       | Кубок Центральної Європи 1927—1930 | -    |          |
| 01/11/1928 | Будапешт  | Угорщина       | 3 – 1     | Швейцарія      | Кубок Центральної Європи 1927—1930 | -    |          |
| 24/02/1929 | Коломб    | Франція        | 3 – 0     | Угорщина       | товариський матч                   | -    |          |
| 14/04/1929 | Берн      | Швейцарія      | 4 – 5     | Угорщина       | Кубок Центральної Європи 1927—1930 | 2    |          |
| 05/05/1929 | Відень    | Австрія        | 2 – 2     | Угорщина       | товариський матч                   | 2    |          |
| 08/09/1929 | Прага     | Чехословаччина | 1 – 1     | Угорщина       | Кубок Центральної Європи 1927—1930 | -    |          |
| 06/10/1929 | Будапешт  | Угорщина       | 2 – 1     | Австрія        | товариський матч                   | 1    |          |
| 13/04/1930 | Базель    | Швейцарія      | 2 – 2     | Угорщина       | товариський матч                   | -    |          |
| 01/05/1930 | Прага     | Чехословаччина | 1 – 1     | Угорщина       | товариський матч                   | -    |          |
| 11/05/1930 | Будапешт  | Угорщина       | 0 – 5     | Італія         | Кубок Центральної Європи 1927—1930 | -    |          |
| 28/09/1930 | Дрезден   | Німеччина      | 5 – 3     | Угорщина       | товариський матч                   | 3    |          |
| 13/12/1931 | Турин     | Італія         | 3 – 2     | Угорщина       | Кубок Центральної Європи 1931—1932 | -    |          |
| 22/10/1933 | Будапешт  | Угорщина       | 0 – 1     | Італія         | Кубок Центральної Європи 1933—1935 | -    |          |
| Усього     |           | Матчів         | 32        |                | Голів                              | 26   |          |

## Досягнення

### Клубні
- Володар Кубка Мітропи (1): 1928
- Чемпіон Угорщини (3): 1928, 1932, 1934
- Володар Кубка Угорщини (2): 1928, 1933

### Індивідуальні
- Найкращий бомбардир Кубку Мітропи (1): 1928 (10 голів)
- Найкращий футболіст Угорщини (1): 1925
- Найкращий бомбардир чемпіонату Угорщини (5): 1926 (29 голів), 1928 (31 гол), 1929 (41 гол), 1930 (40 голів), 1932 (42 голи)
- Бомбардир № 4 вищого дивізіону Угорщини: 360 голів